# CyberGhost VPN
CyberGhost VPN ist ein Internet-Anonymisierungsdienst, der durch die CyberGhost S.A. im rumänischen Bukarest betrieben wurde. Aktuell weist das Impressum die CyberGhost S.R.L. aus, für die mindestens 2 unterschiedliche Adressen auf der eigenen Webseite genannt werden. Der Vertragsschluss erfolgt laut AGB mit der CyberGhost LLC deren Herkunft nicht genannt wird. Der Dienst wird über eigenentwickelte Software-Clients für Windows, Android, Mac OS und iOS oder alternativ über native VPN-Protokolle wie IPSec, L2TP/IPSec, PPTP, WireGuard oder OpenVPN angeboten. Nach Ablauf einer zeitlich limitierten Testperiode wird der Dienst kostenpflichtig, wahlweise auf Abonnements-Basis oder als Prepaid durch Bitcoin- oder Offline-Käufe. Im Jahr 2017 wurde das deutsch/rumänische Unternehmen an einen mittlerweile geschlossenen Zweig der israelischen Crossrider-Gruppe, auf der Isle-of-Man im Vereinigten Königreich verkauft. Das in London börsennotierte Unternehmen stellte seinen Geschäftsbetrieb im März 2018 ein. Gleichzeitig wurde Crossrider in London in Kape Technologies PLC umbenannt. Kape Technologies Hauptsitz ist weiterhin London, es ist eine Tochter Kape Midco 2 Ltd. zu der zusätzlich 6 weitere Standorte weltweit gehören, wobei sich das Hauptquartier der Unternehmensgruppe mittlerweile in Tel Aviv befindet. Kape Technologies, ist auch Eigentümer anderer VPN-Anbieter (Markenstrategie), wie ExpressVPN, ZenMate oder PrivateInternetAccess.

## Funktionsweise
CyberGhost VPN richtet ein verschlüsseltes Virtual Private Network ein. Der Anwender loggt sich mit der ihm von seinem Provider zugewiesenen eindeutigen IP-Adresse ins VPN-Netz ein und erhält daraufhin die Adresse eines Anonymisierungsservers, sodass für die vom Anwender danach aufgesuchten Webseiten der ausgewählte VPN-Server als Adressat erscheint.
Die Anbindung vom Anwender zu den Servern des Dienstes ist mit 256 Bit AES verschlüsselt. Die Verbindung von Servern des Dienstes ins Internet verläuft anonymisiert, um die Privatsphäre zu wahren und vor Spionage und Überwachung zu schützen. Der Schutz basiert auf dem Austausch der IP-Adresse des Anwenders. Server-seitig verspricht der Dienst, Analyse-Webseiten durch AdBlock Plus-Community-Filter sowie Webseiten mit Schadsoftware zu blockieren.
Die wählbaren Anonymisierungsserver befinden sich in West- und Osteuropa, Asien, Afrika, Kanada, Südamerika und den USA. Kunden erhalten so Zugriff auf Webseiten und Inhalte, die nach geographischen Kriterien blockiert werden (siehe hierzu auch Geotargeting).
Der Anbieter betreibt eigene Domain Name Server (DNS). Regionale Zensoren sollen auf diese Server des Dienstanbieters nicht zugreifen können.
Laut Anbieter verfügt jeder intermediäre Server über eine Firewall, die eingehenden Traffic abblockt, um durch „Proxy-Server“ bestimmte Attacken aus dem Internet abzuwehren.

## Anonymisierung
Auf den Servern des Dienstes findet ein Austausch der IP-Adresse des Anwenders durch eine IP-Adresse des Dienstes statt, die mit allen Benutzern des angewählten Servers geteilt wird. Die IP-Adresse des Dienstes soll sich rückwirkend mit keiner realen Identität eines individuellen Nutzers in Verbindung bringen lassen. Die Konto-Eröffnung als Voraussetzung zur Teilnahme am Dienst erfolgt komplett anonym durch willkürliche Angabe beliebiger Nutzerdaten.

## Software
CyberGhost VPN wird in erster Linie als proprietärer Client mit eigenem Installer für Microsoft Windows (Vista, 7, 8, 10 32- und 64-Bit), macOS, iOS und Android angeboten. Für andere Plattformen und Anwender, die native Protokolle bevorzugen, stehen OpenVPN, IPSec, L2TP (mit IPSec-Verschlüsselung) und PPTP (Point-to-Point Tunneling Protocol) für eine manuelle Konfiguration zur Verfügung. Anzumerken ist, dass PPTP in der Vergangenheit kompromittiert wurde.
Für macOS-Endgeräte steht die Version 7 zur Verfügung. Diese unterscheidet sich von der Version 6 für andere Plattformen optisch. Die Versionen für Windows, Linux und macOS wurden dabei in einem einheitlichen Design ausgeführt.

## Öffentliche Rezeption
In Deutschland bekannt ist beispielsweise die jährlich wiederkehrende Partnerschaft mit der Computer Bild aus dem Axel-Springer-Verlag, Hamburg, die komplette kommerzielle 12-Monats-Abos beinhaltet. Weitere Medienpartner sind Komputer Swiat und PC Format (Polen), Computer Shopper, PC Pro und PC Advisor (Großbritannien), Chip (Tschechien, Rumänien), PC Magazin, PC-Welt und PCgo (Deutschland), PCforAlla (Schweden), Computer easy (Niederlande), Win Magazine und Idea web (Italien).
Aufmerksamkeit fand eine Crowdfunding-Aktion des Unternehmens zum Jahresende 2012, die einen unlimitierten freien Zugang ermöglichte.

## Kritik
Wie bei allen VPN-Diensten sind Anwender bei CyberGhost VPN auf die Zusicherung angewiesen, keine Anwender-Aktivitäten zu verfolgen, keine persönlichen Daten zu erheben, zu speichern und auf Anforderung preiszugeben. Der Dienst begegnet diesem Misstrauen mit der anonymen Kontoerstellung und der Bereitschaft, sich von unabhängigen Netz- und Bürgerrechtsorganisationen kontrollieren und auf Einhaltung der Zusagen überprüfen zu lassen.
CyberGhost wirbt, „wir verfolgen keine Nutzer-Webaktivitäten“, „wir sammeln und speichern keine Daten“ und „du surfst augenblicklich unerkannt. Kein ISP, keine Website und keine Regierung kann deine digitalen Spuren aufnehmen!“ sowie „Tracking verhindern: Genieße Online-Surfen ohne Angst vor Hackern, Massenüberwachung und Aufzeichnung deiner Netz-Gewohnheiten.“
Tatsächlich aber sendet die CyberGhost VPN-App (v. 7.0.4.121.4062, Android) beim Start ohne Rückfrage Daten an AppsFlyer in San Francisco, Google Analytics, Google CrashLytics, Google Firebase Analytics, Mixpanel in San Francisco und Instabug in Kairo, darunter zur Version der App und Android, zu Mobilfunkanbieter, Hersteller, Modell, Display-Auflösung, ob Google Play Services, NFC, WiFi/Bluetooth verfügbar sind, den Akku-Ladezustand, die Google-Werbe-ID sowie Gyro-Sensor-Daten.
CyberGhost bietet keine Option an, um die Datenübermittlung an die Tracker abzuschalten.
Im Jahr 2017 wurde CyberGhost an die Unternehmensgruppe des zypriotisch-israelischen Milliardärs Teddy Sagi verkauft. Das Unternehmen Crossrider war damals für Adware/Malware bekannt und unterhält Verbindungen zur Unit 8200, dem israelischen Pendant von NSA und GCHQ.

### Strafverfolgung und Vorratsdatenspeicherung
Da ein Anonymisierungsdienst prinzipiell zu kriminellen Zwecken missbraucht werden kann, sieht er sich von Seiten der Strafverfolgungsbehörden ebenfalls starker Kritik ausgesetzt. CyberGhost begegnet diesen Forderungen mit dem Argument, dass es gerade die gesetzestreuen Bürger seien, die von einer Anonymisierung am meisten profitierten, indem sie ungehindert ihre Rechte im Internet wahrnehmen könnten. Deren Interessen wögen eindeutig schwerer – zumal sich laut Angaben von CyberGhost nahezu alle polizeilichen Ermittlungen der letzten Jahre auf Warenwirtschafts-Vergehen bezogen und nicht ein Ersuchen auf die Herausgabe von Nutzerdaten in einem Terrorismusfall erfolgte.

### Nicht vollständige Anonymisierung
Anonymisierungsdienste bewerben die Ersetzung der IP-Adresse als Identifizierungsmerkmal. Dies kann dazu verleiten, sich in falscher Sicherheit zu wiegen. Computer enthalten Programme, die Kontakt mit dem Internet aufnehmen und durch Cookies oder andere Merkmale den Nutzen einer verdeckten IP-Adresse durch OS-Fingerprinting aufheben.

### Ungenügend anonymisierter Zahlungsverkehr
Bei Tests von Anonymisierungsdiensten kritisierte der Arbeitskreis Vorratsdatenspeicherung (AK Vorrat) die Zahlungsformen des Dienstes. Der Erwerb eines Bezahl-Tarifs hebt diesen Berichten folgend die Anonymität des Anwenders auf. Eine im Handel bar erwerbbare Box-Version bietet CyberGhost nur im deutschen Sprachraum an. Aufgrund dieser Kritik ist seit 2013 der Erwerb eines Prepaid-Abonnements mit Bitcoins möglich.